# NGC 582
NGC 582 (również PGC 5702 lub UGC 1094) – galaktyka spiralna z poprzeczką (SBb), znajdująca się w gwiazdozbiorze Trójkąta. Odkrył ją Heinrich Louis d’Arrest 9 sierpnia 1863 roku.